# Josh Berry
Statistiques en NASCAR Cup Series
Dernière mise à jour : 17 Mars 2025 
Josh Berry, est un pilote automobile américain de NASCAR né le 22 octobre 1990 à Hendersonville dans l'État du Tennessee aux États-Unis.
Pour la saison 2024, il a participé au programme complet du championnat de la NASCAR Cup Series au volant de la voiture no 4 de marque Ford Mustang Dark Horse au sein de l'écurie Stewart-Haas Racing, en remplacement de Kevin Harvick. La saison suivante, il pilote la voiture Ford no 21 de l'écurie Wood Brothers Racing et remporte sa première victoire en Cup Series lors du Penzoil 400.
Berry est connu pour avoir été un excellent pilote pour l'écurie JR Motorsports (en) en Late Model Stock Cars (2010 à 2023), devenant le pilote le plus couronné de l'histoire du CARS Tour (en).

## Identité visuelle

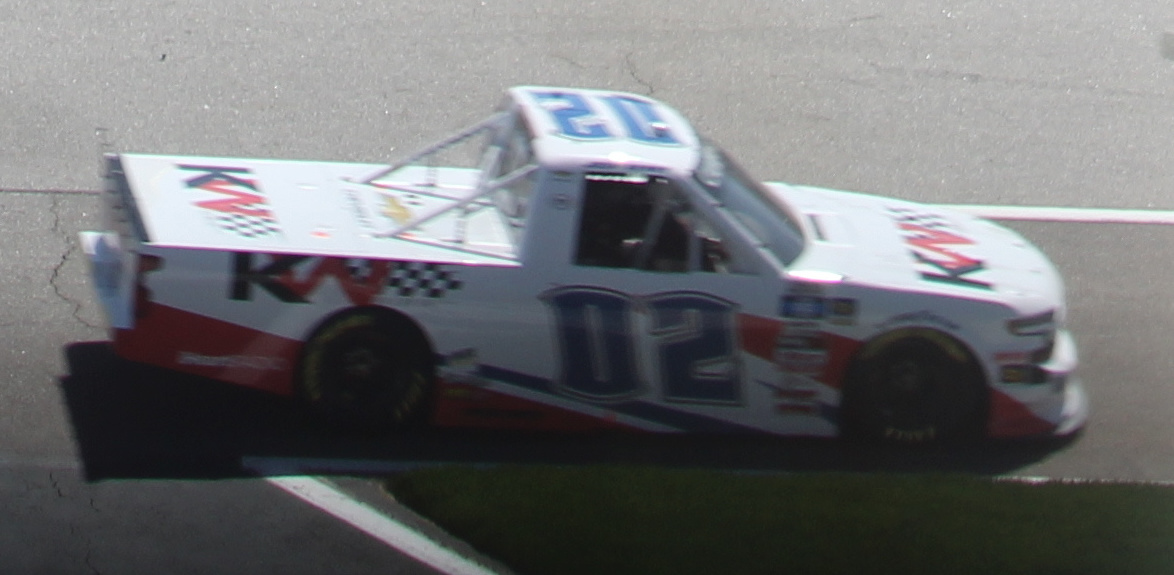
Berry dans la voiture no 02 de la Young's Motorsports à Atlanta en 2021.
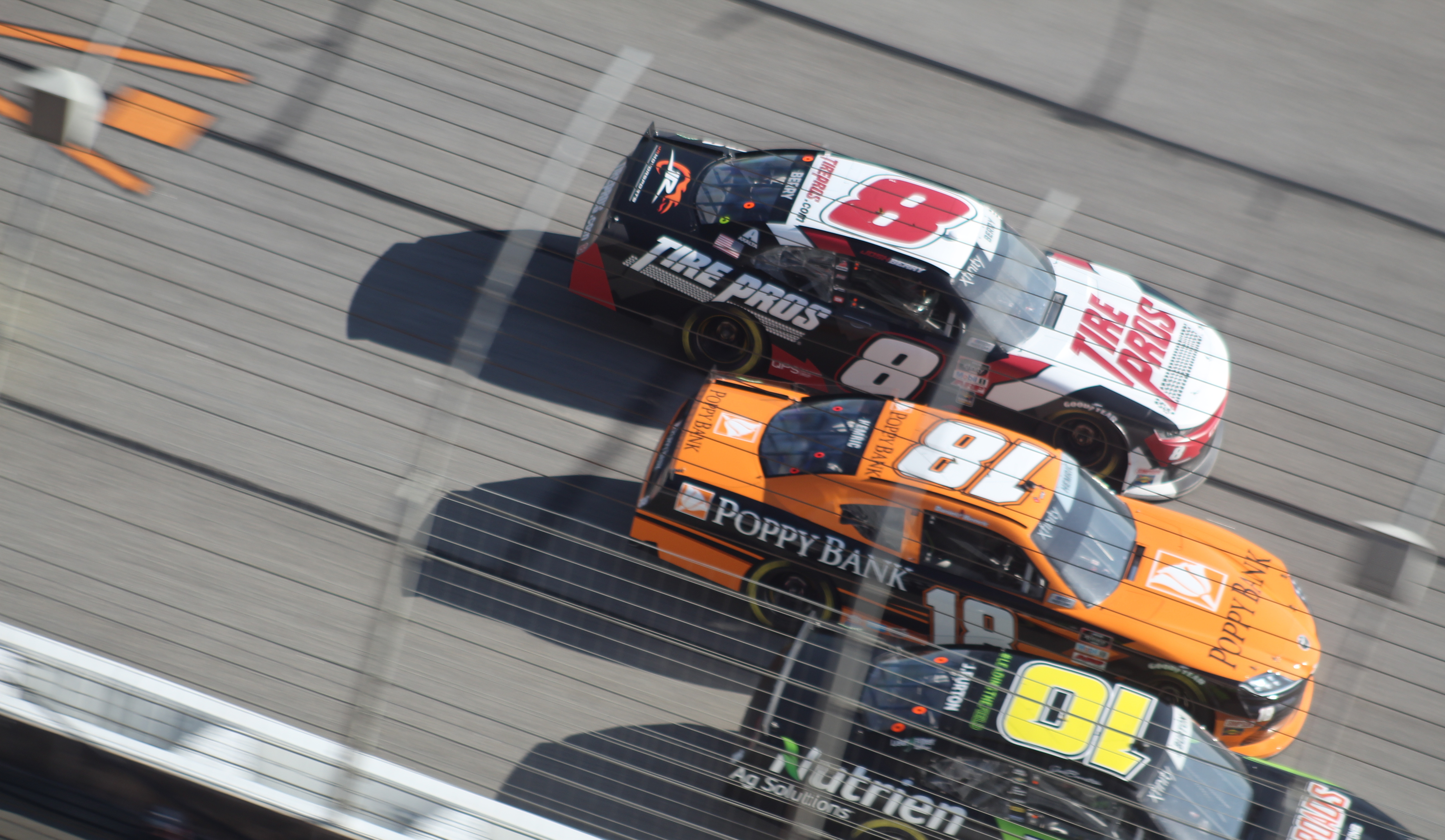
Berry (no 8) aux côtés de Daniel Hemric (en) (no 18) et Jeb Burton (en) (no 10) à Atlanta en mars 2021.
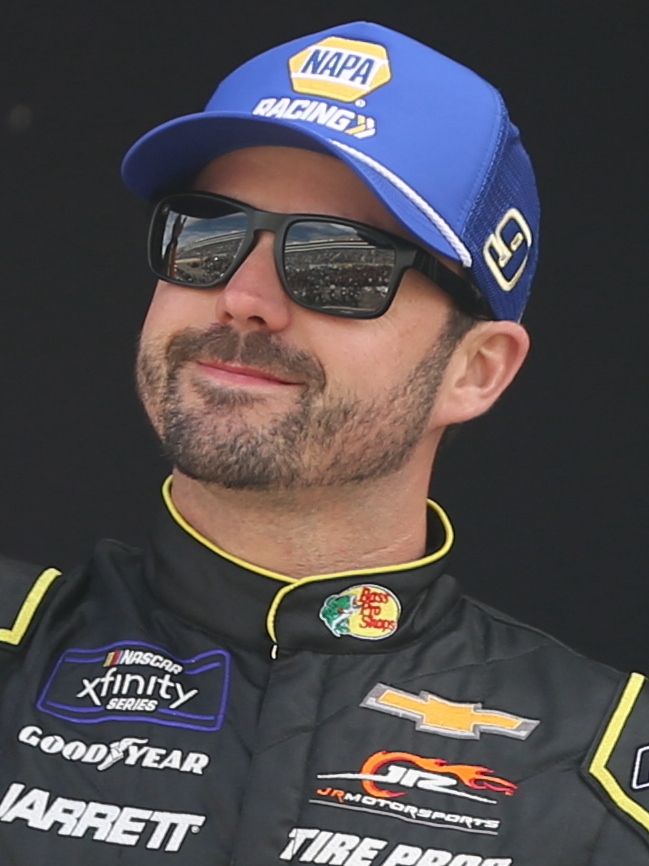
Berry en 2023 au Las Vegas Motor Speedway.

## Carrière
- Leader des victoires de tous les temps en CARS Tour (en) et en CARS Late Model Stock Tour (22) ;
- Champion de la NASCAR Advance Auto Parts Weekly Series (en) en 2020 ;
- Champion de la CARS Late Model Stock Tour (en) en 2017 ;
- Vainqueur de la course Fall Brawl (en) (LMSC) en 2016 ;
- Vainqueur de la course Myrtle Beach 400 (en) en 2017 ;
- Vainqueur de la course Bobby Isaac Memorial (en) en 2017 ;
- Vainqueur de la course Throwback 276 (en) (LMSC) en 2018 et 2021 ;
- Vainqueur de la course ValleyStar Credit Union 300 (en) en 2019 ;
- Vainqueur de la course Old North State Nationals (en) en 2020 et 2021 ;
- Vainqueur de la course Hampton Heat 200 (en) en 2021 ;
- Vainqueur de la course Thanksgiving All-Star Classic 150 (en) en 2021 et 2022 ;
- Vainqueur de la course Battle Of The Stars en 2021 ;
- Vainqueur de la course Icebreaker 125 en 2022 ;
- Vainqueur de la course Jack Ingram Memorial (en) en 2022 ;
- Vainqueur de la course NASCAR All-Star Race Open 2023 en NASCAR Cup Series ;
- Vainqueur de la course Penzoil 400 de 2025 en NASCAR Cup Series.

| Saison | Séries                            | Écurie                      | Courses | Victoires | Top 5 | Top 10 | Points | Position |
| ------ | --------------------------------- | --------------------------- | ------- | --------- | ----- | ------ | ------ | -------- |
| 2014   | NASCAR Nationwide Series          | JR Motorsports (en)         | 2       | 0         | 0     | 0      | 51     | 50e      |
| 2014   | NASCAR K&N Pro Series East        | Darin Odle                  | 2       | 0         | 0     | 0      | 47     | 47e      |
| 2015   | NASCAR Xfinity Series             | JR Motorsports              | 1       | 0         | 0     | 1      | 37     | 60e      |
| 2016   | NASCAR Xfinity Series             | JR Motorsports              | 2       | 0         | 0     | 1      | 74     | 41e      |
| 2016   | NASCAR Xfinity Series             | Obaika Racing (en)          | 1       | 0         | 0     | 0      | 74     | 41e      |
| 2016   | NASCAR Camping World Truck Series | Contreras Motorsports (en)  | 1       | 0         | 0     | 0      | 0      | NC†      |
| 2017   | NASCAR Xfinity Series             | NextGen Motorsports (en)    | 1       | 0         | 0     | 0      | 3      | 80e      |
| 2018   | ARCA Racing Series (en)           | Chad Bryant Racing (en)     | 1       | 0         | 1     | 1      | 215    | 74e      |
| 2019   | NASCAR K&N Pro Series East        | Visconti Motorsports (en)   | 1       | 0         | 1     | 1      | 41     | 31e      |
| 2021   | NASCAR Cup Series 2021            | Spire Motorsports (en)      | 2       | 0         | 0     | 0      | 0      | NC†      |
| 2021   | NASCAR Xfinity Series             | JR Motorsports              | 12      | 1         | 4     | 6      | 540    | 17e      |
| 2021   | NASCAR Xfinity Series             | Jordan Anderson Racing (en) | 5       | 0         | 0     | 2      | 540    | 17e      |
| 2021   | NASCAR Xfinity Series             | JR Motorsports              | 5       | 1         | 2     | 4      | 540    | 17e      |
| 2021   | NASCAR Camping World Truck Series | Young's Motorsports (en)    | 1       | 0         | 0     | 0      | 0      | NC†      |
| 2021   | NASCAR Camping World Truck Series | Rackley WAR (en)            | 9       | 0         | 0     | 1      | 0      | NC†      |
| 2021   | ARCA Menards Series East          | Cook-Finley Racing (en)     | 1       | 0         | 1     | 1      | 42     | 33e      |
| 2022   | NASCAR Xfinity Series             | JR Motorsports              | 33      | 3         | 11    | 20     | 4024   | 4e       |
| 2022   | ARCA Menards Series               | McGowan Motorsports (en)    | 1       | 0         | 0     | 1      | 36     | 80e      |
| 2022   | ARCA Menards Series West          | McGowan Motorsports (en)    | 1       | 0         | 0     | 1      | 36     | 53e      |
| 2023   | NASCAR Cup Series 2023            | Hendrick Motorsports        | 8       | 0         | 1     | 3      | 0      | NC†      |
| 2023   | NASCAR Cup Series 2023            | Legacy Motor Club (en)      | 2       | 0         | 0     | 0      | 0      | NC†      |
| 2023   | NASCAR Xfinity Series             | JR Motorsports              | 33      | 0         | 11    | 18     | 2172   | 11e      |
| 2024   | NASCAR Cup Series 2024            | Stewart-Haas Racing         | 36      | 0         | 2     | 4      | 579    | 27e      |
| 2024   | NASCAR Xfinity Series             | AM Racing (en)              | 2       | 0         | 0     | 0      | 0      | NC†      |

Note = † En tant que pilote invité, Berry n'est pas éligible et est donc non classé dans le championnat (NC).

## Palmarès

### NASCAR Cup Series
Au 17 mars 2025, il a participé à 53 courses réparties sur 3 saisons (2022-2025).
- Voiture en 2025 : no 21
- Écurie : Wood Brothers Racing
- Résultat saison 2024 : 27e[5]
- Meilleur classement en fin de saison : 27e en 2024
- 1re course : Drydene 400 2021 (Dover)
- Dernière course : 2023 Coke Zero Sugar 400 2023 (Daytona)
- Première victoire : Pennzoil 400 2025 (Las Vegas)
- Dernière victoire : Pennzoil 400 en 2025 (Las Vegas)
- Victoire(s) : 1
- Top5 : 5
- Top10 : 9
- Pole position : 0

| Légende  | Légende |
| -------- | --- |
| Gras     | Pole position décernée en fonction du temps réalisé en qualification.                                                                     |
| Italique | Pole position décernée en fonction des points au classement ou des temps aux essais.                                                      |
| *        | Plus grand nombre de tours menés. |
| 01       | Aucun point de championnat car inéligible pour le titre lors de cette saison (le pilote concourt pour le titre dans une autre catégorie). |
| DNQ      | Ne s'est pas qualifié. |
| Résultats en NASCAR Cup Series | Résultats en NASCAR Cup Series | Résultats en NASCAR Cup Series | Résultats en NASCAR Cup Series | Résultats en NASCAR Cup Series | Résultats en NASCAR Cup Series | Résultats en NASCAR Cup Series | Résultats en NASCAR Cup Series | Résultats en NASCAR Cup Series | Résultats en NASCAR Cup Series | Résultats en NASCAR Cup Series | Résultats en NASCAR Cup Series | Résultats en NASCAR Cup Series | Résultats en NASCAR Cup Series | Résultats en NASCAR Cup Series | Résultats en NASCAR Cup Series | Résultats en NASCAR Cup Series | Résultats en NASCAR Cup Series | Résultats en NASCAR Cup Series | Résultats en NASCAR Cup Series | Résultats en NASCAR Cup Series | Résultats en NASCAR Cup Series | Résultats en NASCAR Cup Series | Résultats en NASCAR Cup Series | Résultats en NASCAR Cup Series | Résultats en NASCAR Cup Series | Résultats en NASCAR Cup Series | Résultats en NASCAR Cup Series | Résultats en NASCAR Cup Series | Résultats en NASCAR Cup Series | Résultats en NASCAR Cup Series | Résultats en NASCAR Cup Series | Résultats en NASCAR Cup Series | Résultats en NASCAR Cup Series | Résultats en NASCAR Cup Series | Résultats en NASCAR Cup Series | Résultats en NASCAR Cup Series | Résultats en NASCAR Cup Series | Résultats en NASCAR Cup Series | Résultats en NASCAR Cup Series | Résultats en NASCAR Cup Series | Résultats en NASCAR Cup Series |
| ------------------------------ | ------------------------------ | ------------------------------ | ------------------------------ | ------------------------------ | ------------------------------ | ------------------------------ | ------------------------------ | ------------------------------ | ------------------------------ | ------------------------------ | ------------------------------ | ------------------------------ | ------------------------------ | ------------------------------ | ------------------------------ | ------------------------------ | ------------------------------ | ------------------------------ | ------------------------------ | ------------------------------ | ------------------------------ | ------------------------------ | ------------------------------ | ------------------------------ | ------------------------------ | ------------------------------ | ------------------------------ | ------------------------------ | ------------------------------ | ------------------------------ | ------------------------------ | ------------------------------ | ------------------------------ | ------------------------------ | ------------------------------ | ------------------------------ | ------------------------------ | ------------------------------ | ------------------------------ | ------------------------------ | ------------------------------ |
| Année                          | Équipe                         | No.                            | Constructeur                   | 1                              | 2                              | 3                              | 4                              | 5                              | 6                              | 7                              | 8                              | 9                              | 10                             | 11                             | 12                             | 13                             | 14                             | 15                             | 16                             | 17                             | 18                             | 19                             | 20                             | 21                             | 22                             | 23                             | 24                             | 25                             | 26                             | 27                             | 28                             | 29                             | 30                             | 31                             | 32                             | 33                             | 34                             | 35                             | 36                             | Clas.                          | Pts                            |
| 2021                           | Spire Motorsports (en)         | 77                             | Chevrolet                      | DAY                            | DRC                            | HOM                            | LVS                            | PHO                            | ATL                            | BRD                            | MAR                            | RCH                            | TAL                            | KAN                            | DAR                            | DOV 30                         | COA                            | CLT                            | SON                            | NSH                            | POC                            | POC                            | ROA                            | ATL                            | NHA                            | GLN                            | IRC                            |                                |                                |                                |                                |                                |                                |                                |                                |                                |                                |                                |                                | 60e                            | 01                             |
| 2021                           | Spire Motorsports (en)         | 7                              | Chevrolet                      |                                |                                |                                |                                |                                |                                |                                |                                |                                |                                |                                |                                |                                |                                |                                |                                |                                |                                |                                |                                |                                |                                |                                |                                | MCH 26                         | DAY                            | DAR                            | RCH                            | BRI                            | LVS                            | TAL                            | ROV                            | TEX                            | KAN                            | MAR                            | PHO                            | 60e                            | 01                             |
| 2023                           | Hendrick Motorsports           | 9                              | Chevrolet                      | DAY                            | CAL                            | LVS 29                         | PHO 10                         | ATL 18                         | COA                            | RCH 2                          | BRD 27                         | MAR                            | TAL                            |                                |                                |                                |                                |                                |                                |                                |                                |                                |                                |                                |                                |                                |                                |                                |                                |                                |                                |                                |                                |                                |                                |                                |                                |                                |                                | 43e                            | 01                             |
| 2023                           | Hendrick Motorsports           | 48                             | Chevrolet                      |                                |                                |                                |                                |                                |                                |                                |                                |                                |                                | DOV 10                         | KAN 25                         | DAR 30                         | CLT                            | GTW                            | SON                            | NSH                            | CSC                            | ATL                            | NHA                            | POC                            | RCH                            |                                |                                |                                |                                |                                |                                |                                |                                |                                |                                |                                |                                |                                |                                | 43e                            | 01                             |
| 2023                           | Legacy Motor Club (en)         | 42                             | Chevrolet                      |                                |                                |                                |                                |                                |                                |                                |                                |                                |                                |                                |                                |                                |                                |                                |                                |                                |                                |                                |                                |                                |                                | MCH 34                         | IRC                            | GLN                            | DAY 22                         | DAR                            | KAN                            | BRI                            | TEX                            | TAL                            | ROV                            | LVS                            | HOM                            | MAR                            | PHO                            | 43e                            | 01                             |
| 2024                           | Stewart-Haas Racing            | 4                              | Ford                           | DAY 25                         | ATL 29                         | LVS 20                         | PHO 26                         | BRI 12                         | COA 35                         | RCH 11                         | MAR 25                         | TEX 36                         | TAL 16                         | DOV 14                         | KAN 15                         | DAR 3                          | CLT 10                         | GTW 36                         | SON 32                         | IOW 7                          | NHA 3                          | NSH 26                         | CSC 36                         | POC 20                         | IND 35                         | RCH 14                         | MCH 22                         | DAY 26                         | DAR 31                         | ATL 28                         | GLN 25                         | BRI 29                         | KAN 38                         | TAL 36                         | ROV 22                         | LVS 24                         | HOM 11                         | MAR 16                         | PHO 24                         | 27e                            | 579                            |
| 2025                           | Wood Brothers Racing           | 21                             | Ford                           | DAY 37                         | ATL 25                         | COA 26                         | PHO 4                          | LVS 1                          | HOM                            | MAR                            | DAR                            | BRI                            | TAL                            | TEX                            | KAN                            | CLT                            | NSH                            | MCH                            | MXC                            | POC                            | ATL                            | CSC                            | SON                            | DOV                            | IND                            | IOW                            | GLN                            | RCH                            | DAY                            | DAR                            | GTW                            | BRI                            | NHA                            | KAN                            | ROV                            | LVS                            | TAL                            | MAR                            | PHO                            | ?                              | ?                              |
| Résultats au Daytona 500 | Résultats au Daytona 500 | Résultats au Daytona 500 | Résultats au Daytona 500 | Résultats au Daytona 500 |
| ------------------------ | ------------------------ | ------------------------ | ------------------------ | ------------------------ |
| Année                    | L'équipe                 | Fabricant                | Position                 | Position                 |
| Année                    | L'équipe                 | Fabricant                | Départ                   | Arrivée                  |
| 2024                     | Stewart-Haas Racing      | Ford                     | 30                       | 25                       |
| 2025                     | Wood Brothers Racing     | Ford                     | 29                       | 37                       |

### NASCAR Xfinity Series
Au 17 mars 2025, il a participé à 97 courses réparties sur 8 saisons (2014-2017, 2021-2024) :
- Dernière saison : Voiture Chevrolet no 8 de la JR Motorsports en 2023
- Résultat dernière saison : 104e en 2024
- Meilleur classement en fin de saison : 4e en 2022
- Première course : U.S. Cellular 250 de 2014 (à Iowa)
- Dernière course : Pennzoil 250 de 2024 (à Indianapolis)
- Première victoire : Cook Out 250 de 2021 (à Martinsville)
- Dernière victoire : Alsco Uniforms 302 de 2022 (à Las Vegas)
- Victoire(s) : 5
- Top5 : 28
- Top10 : 52
- Pole position : 4

| Légende  | Légende |
| -------- | --- |
| Gras     | Pole position décernée en fonction du temps réalisé en qualification.                                                                     |
| Italique | Pole position décernée en fonction des points au classement ou des temps aux essais.                                                      |
| *        | Plus grand nombre de tours menés. |
| 01       | Aucun point de championnat car inéligible pour le titre lors de cette saison (le pilote concourt pour le titre dans une autre catégorie). |
| DNQ      | Ne s'est pas qualifié. |
| Résultats en NASCAR Xfinity Series | Résultats en NASCAR Xfinity Series | Résultats en NASCAR Xfinity Series | Résultats en NASCAR Xfinity Series | Résultats en NASCAR Xfinity Series | Résultats en NASCAR Xfinity Series | Résultats en NASCAR Xfinity Series | Résultats en NASCAR Xfinity Series | Résultats en NASCAR Xfinity Series | Résultats en NASCAR Xfinity Series | Résultats en NASCAR Xfinity Series | Résultats en NASCAR Xfinity Series | Résultats en NASCAR Xfinity Series | Résultats en NASCAR Xfinity Series | Résultats en NASCAR Xfinity Series | Résultats en NASCAR Xfinity Series | Résultats en NASCAR Xfinity Series | Résultats en NASCAR Xfinity Series | Résultats en NASCAR Xfinity Series | Résultats en NASCAR Xfinity Series | Résultats en NASCAR Xfinity Series | Résultats en NASCAR Xfinity Series | Résultats en NASCAR Xfinity Series | Résultats en NASCAR Xfinity Series | Résultats en NASCAR Xfinity Series | Résultats en NASCAR Xfinity Series | Résultats en NASCAR Xfinity Series | Résultats en NASCAR Xfinity Series | Résultats en NASCAR Xfinity Series | Résultats en NASCAR Xfinity Series | Résultats en NASCAR Xfinity Series | Résultats en NASCAR Xfinity Series | Résultats en NASCAR Xfinity Series | Résultats en NASCAR Xfinity Series | Résultats en NASCAR Xfinity Series | Résultats en NASCAR Xfinity Series | Résultats en NASCAR Xfinity Series | Résultats en NASCAR Xfinity Series | Résultats en NASCAR Xfinity Series |
| ---------------------------------- | ---------------------------------- | ---------------------------------- | ---------------------------------- | ---------------------------------- | ---------------------------------- | ---------------------------------- | ---------------------------------- | ---------------------------------- | ---------------------------------- | ---------------------------------- | ---------------------------------- | ---------------------------------- | ---------------------------------- | ---------------------------------- | ---------------------------------- | ---------------------------------- | ---------------------------------- | ---------------------------------- | ---------------------------------- | ---------------------------------- | ---------------------------------- | ---------------------------------- | ---------------------------------- | ---------------------------------- | ---------------------------------- | ---------------------------------- | ---------------------------------- | ---------------------------------- | ---------------------------------- | ---------------------------------- | ---------------------------------- | ---------------------------------- | ---------------------------------- | ---------------------------------- | ---------------------------------- | ---------------------------------- | ---------------------------------- | ---------------------------------- |
| Année                              | Équipe                             | No.                                | Constructeur                       | 1                                  | 2                                  | 3                                  | 4                                  | 5                                  | 6                                  | 7                                  | 8                                  | 9                                  | 10                                 | 11                                 | 12                                 | 13                                 | 14                                 | 15                                 | 16                                 | 17                                 | 18                                 | 19                                 | 20                                 | 21                                 | 22                                 | 23                                 | 24                                 | 25                                 | 26                                 | 27                                 | 28                                 | 29                                 | 30                                 | 31                                 | 32                                 | 33                                 | Clas.                              | Pts                                |
| 2014                               | JR Motorsports                     | 5                                  | Chevrolet                          | DAY                                | PHO                                | LVS                                | BRI                                | CAL                                | TEX                                | DAR                                | RCH                                | TAL                                | IOW                                | CLT                                | DOV                                | MCH                                | ROA                                | KEN                                | DAY                                | NHA                                | CHI                                | IND                                | IOW 12                             | GLN                                | MOH                                | BRI                                | ATL                                | RCH                                | CHI                                | KEN                                | DOV                                | KAN                                | CLT                                | TEX                                | PHO                                | HOM 25                             | 50e                                | 51                                 |
| 2015                               | JR Motorsports                     | 88                                 | Chevrolet                          | DAY                                | ATL                                | LVS                                | PHO                                | CAL                                | TEX                                | BRI                                | RCH                                | TAL                                | IOW                                | CLT                                | DOV                                | MCH                                | CHI                                | DAY                                | KEN                                | NHA                                | IND                                | IOW                                | GLN                                | MOH                                | BRI                                | ROA                                | DAR                                | RCH 7                              | CHI                                | KEN                                | DOV                                | CLT                                | KAN                                | TEX                                | PHO                                | HOM                                | 60e                                | 37                                 |
| 2016                               | JR Motorsports                     | 88                                 | Chevrolet                          | DAY                                | ATL                                | LVS                                | PHO                                | CAL                                | TEX                                | BRI                                | RCH                                | TAL                                | DOV                                | CLT                                | POC                                | MCH                                | IOW                                | DAY                                | KEN                                | NHA                                | IND                                | IOW 9                              | GLN                                | MOH                                | BRI                                | ROA                                |                                    |                                    |                                    | KEN 13                             | DOV                                | CLT                                | KAN                                | TEX                                | PHO                                | HOM                                | 41e                                | 74                                 |
| 2016                               | Obaika Racing                      | 97                                 | Chevrolet                          |                                    |                                    |                                    |                                    |                                    |                                    |                                    |                                    |                                    |                                    |                                    |                                    |                                    |                                    |                                    |                                    |                                    |                                    |                                    |                                    |                                    |                                    |                                    | DAR 27                             | RCH                                | CHI                                |                                    |                                    |                                    |                                    |                                    |                                    |                                    | 41e                                | 74                                 |
| 2017                               | NextGen Motorsports                | 55                                 | Toyota                             | DAY                                | ATL                                | LVS                                | PHO                                | CAL                                | TEX                                | BRI                                | RCH                                | TAL                                | CLT                                | DOV                                | POC                                | MCH                                | IOW                                | DAY                                | KEN                                | NHA                                | IND                                | IOW                                | GLN                                | MOH                                | BRI                                | ROA                                | DAR                                | RCH                                | CHI                                | KEN                                | DOV                                | CLT                                | KAN 34                             | TEX                                | PHO                                | HOM                                | 80e                                | 3                                  |
| 2021                               | JR Motorsports                     | 8                                  | Chevrolet                          | DAY 27                             | DRC                                | HOM 10                             | LVS 7                              | PHO 36                             | ATL 38                             | MAR 1*                             | TAL 31                             | DAR 2                              | DOV 2                              | COA                                | CLT 32                             |                                    | TEX 19                             | NSH 4                              |                                    |                                    |                                    |                                    |                                    |                                    |                                    |                                    |                                    |                                    |                                    |                                    |                                    |                                    |                                    |                                    |                                    |                                    | 17e                                | 540                                |
| 2021                               | Jordan Anderson Racing             | 31                                 | Chevrolet                          |                                    |                                    |                                    |                                    |                                    |                                    |                                    |                                    |                                    |                                    |                                    |                                    | MOH 8                              |                                    |                                    | POC 9                              | ROA                                | ATL 23                             |                                    |                                    |                                    |                                    |                                    |                                    | RCH 24                             |                                    |                                    |                                    |                                    |                                    |                                    | MAR 28                             | PHO                                | 17e                                | 540                                |
| 2021                               | JR Motorsports                     | 1                                  | Chevrolet                          |                                    |                                    |                                    |                                    |                                    |                                    |                                    |                                    |                                    |                                    |                                    |                                    |                                    |                                    |                                    |                                    |                                    |                                    | NHA 8                              | GLN                                | IRC                                | MCH 4                              | DAY                                | DAR                                |                                    | BRI 35                             | LVS 1                              | TAL 9                              | ROV                                | TEX                                | KAN                                |                                    |                                    | 17e                                | 540                                |
| 2022                               | JR Motorsports                     | 8                                  | Chevrolet                          | DAY 16                             | CAL 4                              | LVS 4                              | PHO 3                              | ATL 33                             | COA 27                             | RCH 7                              | MAR 19                             | TAL 11                             | DOV 1                              | DAR 18                             | TEX 7*                             | CLT 1*                             | PIR 4                              | NSH 29                             | ROA 3                              | ATL 2                              | NHA 31                             | POC 3                              | IRC 14                             | MCH 6                              | GLN 9                              | DAY 18                             | DAR 8                              | KAN 7                              | BRI 7                              | TEX 6                              | TAL 5                              | ROV 8                              | LVS 1                              | HOM 11                             | MAR 20                             | PHO 13                             | 4e                                 | 4024                               |
| 2023                               | JR Motorsports                     | 8                                  | Chevrolet                          | DAY 26                             | CAL 5                              | LVS 5                              | PHO 8                              | ATL 7                              | COA 8                              | RCH 3                              | MAR 4                              | TAL 30                             | DOV 2                              | DAR 7                              | CLT 15                             | PIR 4                              | SON 33                             | NSH 5                              | CSC 24                             | ATL 19                             | NHA 17                             | POC 24*                            | ROA 6                              | MCH 2                              | IRC 14                             | GLN 20                             | DAY 17                             | DAR 5                              | KAN 6                              | BRI 36                             | TEX 27                             | ROV 3                              | LVS 12                             | HOM 32                             | MAR 5                              | PHO 6                              | 11e                                | 2172                               |
| 2024                               | AM Racing (en)                     | 15                                 | Ford                               | DAY                                | ATL                                | LVS                                | PHO                                | COA                                | RCH                                | MAR                                | TEX                                | TAL                                | DOV                                | DAR                                | CLT                                | PIR                                | SON                                | IOW                                | NHA                                | NSH                                | CSC                                | POC 27                             | IND 38                             | MCH                                | DAY                                | DAR                                | ATL                                | GLN                                | BRI                                | KAN                                | TAL                                | ROV                                | LVS                                | HOM                                | MAR                                | PHO                                | 104e                               | 01                                 |

### NASCAR Truck Series
Au 17 mars 2025, il a participé à 11 courses réparties sur 2 saisons (2016 et 2021) :
- Dernière saison : Voiture Chevrolet no 25 de la Rackley WAR en 2021
- Résultat dernière saison : 102e en 2021
- Meilleur classement en fin de saison : 92e en 2016
- Première course : American Ethanol E15 225 de 2016 (à Chicagoland)
- Dernière course : United Rentals 200 de 2021 (à Martinsville)
- Victoire(s) : 0
- Top5 : 0
- Top10 : 1
- Pole position : 0

| Légende  | Légende |
| -------- | --- |
| Gras     | Pole position décernée en fonction du temps réalisé en qualification.                                                                     |
| Italique | Pole position décernée en fonction des points au classement ou des temps aux essais.                                                      |
| *        | Plus grand nombre de tours menés. |
| 01       | Aucun point de championnat car inéligible pour le titre lors de cette saison (le pilote concourt pour le titre dans une autre catégorie). |
| DNQ      | Ne s'est pas qualifié. |
| Résultats en NASCAR Camping World Truck Series | Résultats en NASCAR Camping World Truck Series | Résultats en NASCAR Camping World Truck Series | Résultats en NASCAR Camping World Truck Series | Résultats en NASCAR Camping World Truck Series | Résultats en NASCAR Camping World Truck Series | Résultats en NASCAR Camping World Truck Series | Résultats en NASCAR Camping World Truck Series | Résultats en NASCAR Camping World Truck Series | Résultats en NASCAR Camping World Truck Series | Résultats en NASCAR Camping World Truck Series | Résultats en NASCAR Camping World Truck Series | Résultats en NASCAR Camping World Truck Series | Résultats en NASCAR Camping World Truck Series | Résultats en NASCAR Camping World Truck Series | Résultats en NASCAR Camping World Truck Series | Résultats en NASCAR Camping World Truck Series | Résultats en NASCAR Camping World Truck Series | Résultats en NASCAR Camping World Truck Series | Résultats en NASCAR Camping World Truck Series | Résultats en NASCAR Camping World Truck Series | Résultats en NASCAR Camping World Truck Series | Résultats en NASCAR Camping World Truck Series | Résultats en NASCAR Camping World Truck Series | Résultats en NASCAR Camping World Truck Series | Résultats en NASCAR Camping World Truck Series | Résultats en NASCAR Camping World Truck Series | Résultats en NASCAR Camping World Truck Series | Résultats en NASCAR Camping World Truck Series |
| ---------------------------------------------- | ---------------------------------------------- | ---------------------------------------------- | ---------------------------------------------- | ---------------------------------------------- | ---------------------------------------------- | ---------------------------------------------- | ---------------------------------------------- | ---------------------------------------------- | ---------------------------------------------- | ---------------------------------------------- | ---------------------------------------------- | ---------------------------------------------- | ---------------------------------------------- | ---------------------------------------------- | ---------------------------------------------- | ---------------------------------------------- | ---------------------------------------------- | ---------------------------------------------- | ---------------------------------------------- | ---------------------------------------------- | ---------------------------------------------- | ---------------------------------------------- | ---------------------------------------------- | ---------------------------------------------- | ---------------------------------------------- | ---------------------------------------------- | ---------------------------------------------- | ---------------------------------------------- |
| Année                                          | Équipe                                         | No.                                            | Constructeur                                   | 1                                              | 2                                              | 3                                              | 4                                              | 5                                              | 6                                              | 7                                              | 8                                              | 9                                              | 10                                             | 11                                             | 12                                             | 13                                             | 14                                             | 15                                             | 16                                             | 17                                             | 18                                             | 19                                             | 20                                             | 21                                             | 22                                             | 23                                             | Clas.                                          | Pts                                            |
| 2016                                           | Contreras Motorsports                          | 71                                             | Chevrolet                                      | DAY                                            | ATL                                            | MAR                                            | KAN                                            | DOV                                            | CLT                                            | TEX                                            | IOW                                            | GTW                                            | KEN                                            | ELD                                            | POC                                            | BRI                                            | MCH                                            | MSP                                            | CHI 13                                         | NHA                                            | LVS                                            | TAL                                            | MAR                                            | TEX                                            | PHO                                            | HOM                                            | 92nd                                           | 01                                             |
| 2021                                           | Young's Motorsports                            | 02                                             | Chevrolet                                      | DAY                                            | DRC                                            | LVS                                            | ATL 22                                         | BRD                                            | RCH                                            | KAN                                            | DAR                                            | COA                                            | CLT                                            |                                                |                                                |                                                |                                                |                                                |                                                |                                                |                                                |                                                |                                                |                                                |                                                |                                                | 102nd                                          | 01                                             |
| 2021                                           | Rackley WAR                                    | 25                                             | Chevrolet                                      |                                                |                                                |                                                |                                                |                                                |                                                |                                                |                                                |                                                |                                                | TEX 10                                         | NSH 19                                         | POC 11                                         | KNX 28                                         | GLN 11                                         | GTW 15                                         | DAR 17                                         | BRI 11                                         | LVS                                            | TAL                                            | MAR 28                                         | PHO                                            |                                                | 102nd                                          | 01                                             |

### ARCA MENARDS Series
Au 17 mars 2025, il a participé à 2 courses réparties sur 2 saisons (2018, 2022) :
- Dernière saison : Voiture Chevrolet no 17 de la McGowan Motorsports en 2022
- Résultat dernière saison : 80e en 2022
- Meilleur classement en fin de saison : 74e en 2018
- Première course : Kentuckiana Ford Dealers 200 de 2018 (à Salem)
- Dernière course : General Tire 150 de 2022 (à Phoenix)
- Victoire(s) : 0
- Top5 : 1
- Top10 : 2
- Pole position : 0

| Légende  | Légende |
| -------- | --- |
| Gras     | Pole position décernée en fonction du temps réalisé en qualification.                                                                     |
| Italique | Pole position décernée en fonction des points au classement ou des temps aux essais.                                                      |
| *        | Plus grand nombre de tours menés. |
| 01       | Aucun point de championnat car inéligible pour le titre lors de cette saison (le pilote concourt pour le titre dans une autre catégorie). |
| DNQ      | Ne s'est pas qualifié. |
| Résultats en ARCA Racing Series | Résultats en ARCA Racing Series | Résultats en ARCA Racing Series | Résultats en ARCA Racing Series | Résultats en ARCA Racing Series | Résultats en ARCA Racing Series | Résultats en ARCA Racing Series | Résultats en ARCA Racing Series | Résultats en ARCA Racing Series | Résultats en ARCA Racing Series | Résultats en ARCA Racing Series | Résultats en ARCA Racing Series | Résultats en ARCA Racing Series | Résultats en ARCA Racing Series | Résultats en ARCA Racing Series | Résultats en ARCA Racing Series | Résultats en ARCA Racing Series | Résultats en ARCA Racing Series | Résultats en ARCA Racing Series | Résultats en ARCA Racing Series | Résultats en ARCA Racing Series | Résultats en ARCA Racing Series | Résultats en ARCA Racing Series | Résultats en ARCA Racing Series | Résultats en ARCA Racing Series | Résultats en ARCA Racing Series |
| ------------------------------- | ------------------------------- | ------------------------------- | ------------------------------- | ------------------------------- | ------------------------------- | ------------------------------- | ------------------------------- | ------------------------------- | ------------------------------- | ------------------------------- | ------------------------------- | ------------------------------- | ------------------------------- | ------------------------------- | ------------------------------- | ------------------------------- | ------------------------------- | ------------------------------- | ------------------------------- | ------------------------------- | ------------------------------- | ------------------------------- | ------------------------------- | ------------------------------- | ------------------------------- |
| Année                           | Équipe                          | No.                             | Constructeur                    | 1                               | 2                               | 3                               | 4                               | 5                               | 6                               | 7                               | 8                               | 9                               | 10                              | 11                              | 12                              | 13                              | 14                              | 15                              | 16                              | 17                              | 18                              | 19                              | 20                              | Clas.                           | Pts                             |
| 2018                            | Chad Bryant Racing              | 22                              | Ford                            | DAY                             | NSH                             | SLM 4                           | TAL                             | TOL                             | CLT                             | POC                             | MCH                             | MAD                             | GTW                             | CHI                             | IOW                             | ELK                             | POC                             | ISF                             | BLN                             | DSF                             | SLM                             | IRP                             | KAN                             | 74e                             | 215                             |
| 2022                            | McGowan Motorsports             | 17w                             | Chevy                           | DAY                             | PHO 8                           | TAL                             | KAN                             | CLT                             | IOW                             | BLN                             | ELK                             | MOH                             | POC                             | IRP                             | MCH                             | GLN                             | ISF                             | MLW                             | DSF                             | KAN                             | BRI                             | SLM                             | TOL                             | 80e                             | 36                              |

#### ARCA MENARDS Series East
| Résultats en ARCA Racing Series East | Résultats en ARCA Racing Series East | Résultats en ARCA Racing Series East | Résultats en ARCA Racing Series East | Résultats en ARCA Racing Series East | Résultats en ARCA Racing Series East | Résultats en ARCA Racing Series East | Résultats en ARCA Racing Series East | Résultats en ARCA Racing Series East | Résultats en ARCA Racing Series East | Résultats en ARCA Racing Series East | Résultats en ARCA Racing Series East | Résultats en ARCA Racing Series East | Résultats en ARCA Racing Series East | Résultats en ARCA Racing Series East | Résultats en ARCA Racing Series East | Résultats en ARCA Racing Series East | Résultats en ARCA Racing Series East | Résultats en ARCA Racing Series East | Résultats en ARCA Racing Series East | Résultats en ARCA Racing Series East | Résultats en ARCA Racing Series East |
| ------------------------------------ | ------------------------------------ | ------------------------------------ | ------------------------------------ | ------------------------------------ | ------------------------------------ | ------------------------------------ | ------------------------------------ | ------------------------------------ | ------------------------------------ | ------------------------------------ | ------------------------------------ | ------------------------------------ | ------------------------------------ | ------------------------------------ | ------------------------------------ | ------------------------------------ | ------------------------------------ | ------------------------------------ | ------------------------------------ | ------------------------------------ | ------------------------------------ |
| Année                                | Équipe                               | No.                                  | Constructeur                         | 1                                    | 2                                    | 3                                    | 4                                    | 5                                    | 6                                    | 7                                    | 8                                    | 9                                    | 10                                   | 11                                   | 12                                   | 13                                   | 14                                   | 15                                   | 16                                   | Clas.                                | Pts                                  |
| 2014                                 | Darin Odle                           | 45                                   | Ford                                 | NSM                                  | DAY                                  | BRI                                  | GRE 24                               | RCH 17                               | IOW                                  | BGS                                  | FIF                                  | LGY                                  | NHA                                  | COL                                  | IOW                                  | GLN                                  | VIR                                  | GRE                                  | DOV                                  | 47e                                  | 47                                   |
| 2019                                 | Visconti Motorsports                 | 74                                   | Chevrolet                            | NSM                                  | BRI                                  | SBO                                  | SBO                                  | MEM                                  | NHA                                  | IOW                                  | GLN                                  | BRI                                  | GTW                                  | NHA 3                                | DOV                                  |                                      |                                      |                                      |                                      | 31e                                  | 41                                   |
| 2021                                 | Cook-Finley Racing                   | 41                                   | Chevrolet                            | NSM                                  | FIF                                  | NSV                                  | DOV 2                                | SNM                                  | IOW                                  | MLW                                  | BRI                                  |                                      |                                      |                                      |                                      |                                      |                                      |                                      |                                      | 33e                                  | 42                                   |

### ARCA MENARDS Series West
| Résultats en ARCA Racing Series West | Résultats en ARCA Racing Series West | Résultats en ARCA Racing Series West | Résultats en ARCA Racing Series West | Résultats en ARCA Racing Series West | Résultats en ARCA Racing Series West | Résultats en ARCA Racing Series West | Résultats en ARCA Racing Series West | Résultats en ARCA Racing Series West | Résultats en ARCA Racing Series West | Résultats en ARCA Racing Series West | Résultats en ARCA Racing Series West | Résultats en ARCA Racing Series West | Résultats en ARCA Racing Series West | Résultats en ARCA Racing Series West | Résultats en ARCA Racing Series West | Résultats en ARCA Racing Series West |
| ------------------------------------ | ------------------------------------ | ------------------------------------ | ------------------------------------ | ------------------------------------ | ------------------------------------ | ------------------------------------ | ------------------------------------ | ------------------------------------ | ------------------------------------ | ------------------------------------ | ------------------------------------ | ------------------------------------ | ------------------------------------ | ------------------------------------ | ------------------------------------ | ------------------------------------ |
| Année                                | Équipe                               | No.                                  | Constructeur                         | 1                                    | 2                                    | 3                                    | 4                                    | 5                                    | 6                                    | 7                                    | 8                                    | 9                                    | 10                                   | 11                                   | Clas.                                | Pts                                  |
| 2022                                 | McGowan Motorsports                  | 17w                                  | Chevrolet                            | PHO 8                                | IRW                                  | KCR                                  | PIR                                  | SON                                  | IRW                                  | EVG                                  | PIR                                  | AAS                                  | LVS                                  | PHO                                  | 53e                                  | 36                                   |

## Vie privée
Berry travaillait comme caissier dans une agence bancaire avant sa carrière de pilote. Il est diplômé du Volunteer State Community College (en). Berry est un ancien camarade de classe du champion d'IndyCar Josef Newgarden en 7e et 8e années ainsi que de Taylor Swift au lycée.

## Référence
1. ↑  (en-US) Zach Sturniolo, « Belief carries Josh Berry to inaugural Cup ride at Stewart-Haas Racing », 21 juin 2023 (consulté le 22 juin 2023).
2. ↑  (en-US) « Driver earns 1st NASCAR Cup Series win with late surge at LVMS — PHOTOS », sur Las Vegas Review-Journal, 16 mars 2025 (consulté le 17 mars 2025).
3. ↑  (en-US) « 255 - Amy Earnhardt: Maximum Security », sur Player FM, Dirty Mo Media (consulté le 3 septembre 2019).
4. 1 2 3 4  (en-US) « Driver », sur Racing-Reference (consulté le 17 mars 2025).
5. ↑  (en-US) « Standings », sur Racing-Reference (consulté le 17 mars 2025).
6. ↑  « 320 - Chase Briscoe & Josh Berry: Defying the Odds », sur Radio.com, Dirty Mo Media, 20 octobre 2020 (consulté le 24 octobre 2020).
7. ↑  (en-US) Mike Organ, « How Josh Berry went from Hendersonville bank teller to driving for Dale Earnhardt Jr. to making NASCAR Cup debut », sur The Tennessean (consulté le 8 février 2024).
8. ↑  (en-US) « The Dale Jr. Download », sur Dirty Mo Media (consulté le 8 février 2024).